# Göteborgs-Posten

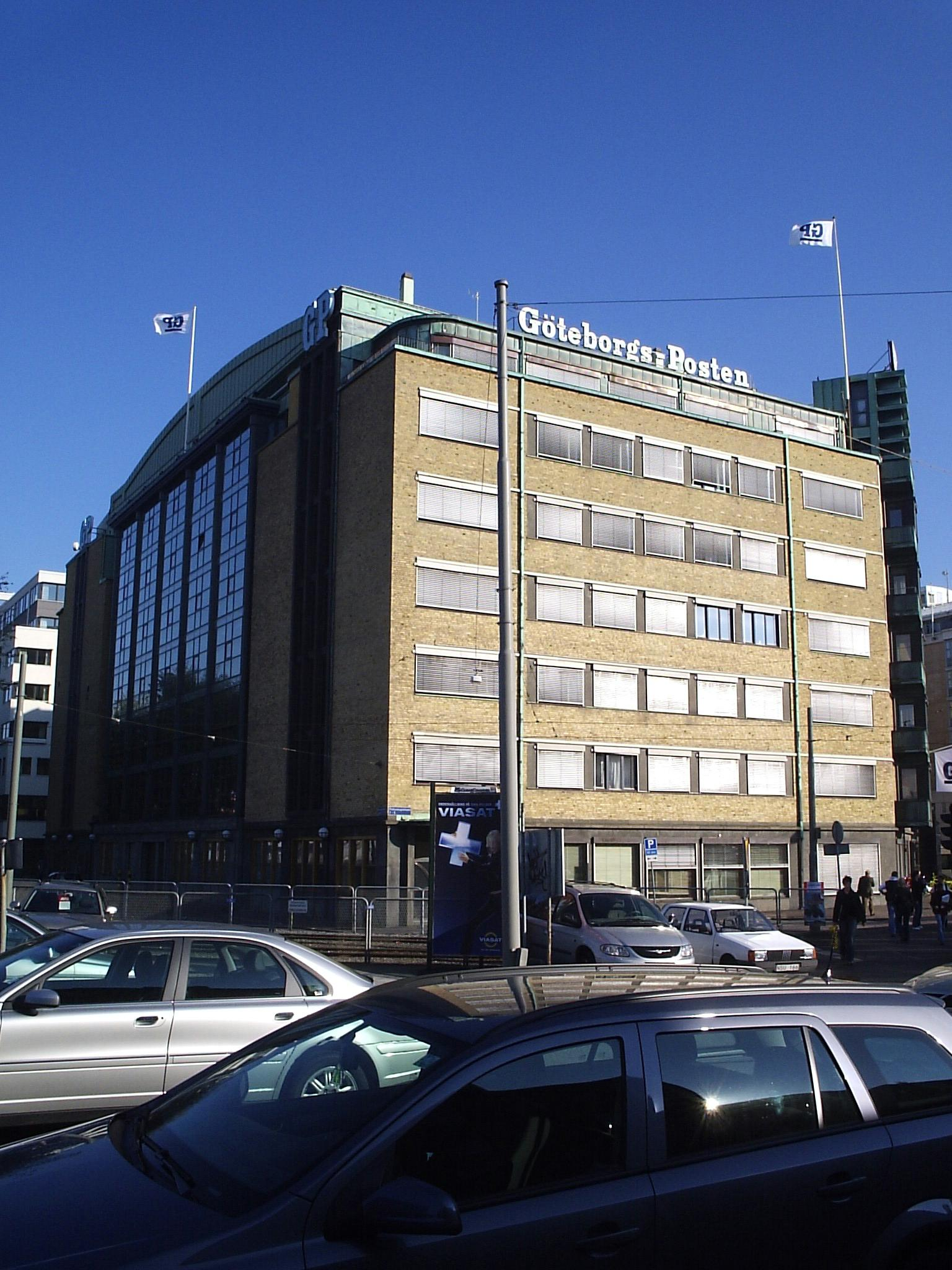
Das Verlagshaus in Göteborg

Göteborgs-Posten (häufig abgekürzt GP) ist eine liberale schwedische Tageszeitung, die in Göteborg herausgegeben wird.
Göteborgs-Posten wurde 1859 von Felix Bonnier gegründet. Die Zeitung wechselte in den folgenden Jahrzehnten mehrmals den Besitzer. 1926 erwarb Harry Hjörne die Zeitung und begann mit einer durchgreifenden Modernisierung, bei der Sprache und Inhalt popularisiert wurden, während gleichzeitig der Preis niedrig gehalten wurde. In den folgenden Jahrzehnten stieg die Auflage von 23.000 (1926) auf 200.000 in den 1940er Jahren und über 300.000 in den 1970er Jahren. Der Erfolg führte dazu, dass die Konkurrenten Ny Tid und Göteborgs Handels- och Sjöfartstidning in den 70er bzw. 80er Jahren endgültig das Feld räumen mussten.
Die heutige Auflage liegt bei 177.000 Exemplaren (2014). Göteborgs-Posten ist gegenwärtig nach Dagens Nyheter die zweitgrößte Qualitätszeitung Schwedens.